# Richard Roett
Richard Hilary Roett (* 18. Januar 1943; † Dezember 2002) war ein barbadischer Radsportler.

## Leben und sportliche Laufbahn
Richard Roett nahm bei den Olympischen Sommerspielen 1968 am Straßenrennen teil, konnte dieses jedoch nicht beenden.